# پروسلائوخا
پروسلائوخا (به لاتین: Proslaukha) یک منطقهٔ مسکونی در روسیه است که در سرزمین آلتای واقع شده‌است.